# Кольчатый хвостокол
Кольчатый хвостокол (лат. Himantura uarnak) — вид рода хвостоколов-гимантур из семейства хвостоко́ловых отряда хвостоколообразных надотряда скатов. Они обитают в субтропических водах Индийского и Тихого океанов от ЮАР до Тайваня и Австралии. Встречаются на глубине до 50 м. Максимальная зарегистрированная ширина диска 200  см. Грудные плавники этих скатов срастаются с головой, образуя ромбовидный диск. Рыло заострённое. Хвост очень длинный, кожные складки на хвостовом стебле отсутствуют. От области глаз до основания хвоста вдоль средней линии диска тянется широкая полоса заострённых чешуй. Окраска дорсальной поверхности диска пёстрая, близкая к «леопардовой». Вентральная поверхность белая. Вид страдает от интенсивного рыбного промысла и ухудшения условий среды обитания. Мясо используют в пищу.
Кольчатые хвостоколы ведут ночной образ жизни, а днём чаще всего неподвижно лежат на дне. Подобно прочим хвостоколообразным они размножаются яйцеживорождением. В помёте до 4 новорождённых. Эмбрионы развиваются в утробе матери, питаясь желтком и гистотрофом. Беременность длится около года. Рацион этих скатов состоит из донных беспозвоночных и мелких костистых рыб. Они являются объектом коммерческого промысла. Их добывают ради мяса, хрящей и т.д. Вид страдает от ухудшения условий среды обитания и чувствителен к перелову.

## Таксономия и филогенез
В 1775 году немецкий учёный, состоявший на датской службе, Карстен Нибур, опубликовал труд своего друга, шведского натуралиста Пера Фо́рссколя, в котором он описал пятнистую форму Pastinachus sephen, назвав её арабским словом, описывающим подобную окраску. Голотип вида назначен не был.. На основании этих данных позже были описаны два самостоятельных вида: Raia scherit Пьером Жозефом Боннатерре в 1788 году и Raja uarnak Иоганном Фридрихом Гмелином в 1789 году. Хотя название Боннатерре было опубликовано первым, более поздние авторы рассматривали эпитет uarnak как данное ранний, несмотря на то, что он не являлся частью биноминального названия. В результате в современных источниках в качестве валидного видового эпитета используется именно он, вне зависимости от авторства (Гмелин или Форссколь). В 1837 году Иоганн Петер Мюллер и Фридрих Якоб Генле отнесли этот вид к созданному роду хвостоколов-гимантур: в 1896 году Дэвид Старр Джордан и Бартон Уоррен Иверманн назначили кольчатого хвостокола типовым видом рода.
Кольчатые хвостоколы близкородственны с Himantura leoparda и Himantura undulata, исторически в литературе не делали между ними различий. Все три вида имеют приблизительно одинаковые размеры, форму и окраску..
Кольчатые хвостоколы принадлежит к комплексу видов образованному Himantura astra, Himantura fai, Himantura gerrardi, Himantura jenkinsii, Himantura leoparda, Himantura toshi и Himantura undulata, а также 3 ещё неописанных вида. Внутри ареала присутствуют различные вариации кольчатых хвостоколов; для уточнения существования пятнистых и сетчатых цветовых морф необходимы дальнейшие таксономические исследования.

## Ареал и места обитания
Himantura leoparda широко распространены в тропических водах Индо-тихоокеанской области. Они обитают от восточного побережья ЮАР до Аравийского полуострова и далее вдоль Индии до Юго-Восточной Азии, включая Тайвань и острова Рюкю на севере и Новую Гвинею и север Австралии на юго-востоке. Через Суэцкий канал они проникли в Средиземное море. Широко распространены они только в водах Австралии, где попадаются от залива Шарк до Брисбена.
Эти донные рыбы встречаются у берега на песчаном дне в лагунах и вокруг коралловых рифов от зоны прибоя до глубины 50 м и более. В заливе Шарк они часто встречаются зоне прибоя в тёплое время года, а с наступлением холодов перемещаются на большую глубину в заросли водорослей. Скаты этого вида способы выдерживать понижение солёности воды и заплывают в эстуарии рек и мангры, хотя данные об их присутствии в пресных водах Юго-Восточной Азии могут быть ошибочны. Кольчатые хвостоколы предпочитают температуру воды 23—26 °C.

## Описание
Грудные плавники этих скатов срастаются с головой, образуя ромбовидный диск, ширина которого превышает длину. Края плавников закруглены. Передний край изогнут, треугольное рыло немного вытянуто, кончик выступает за края диска. У молодых особей ширина и длина диска примерно равны, «крылья» сильнее закруглены, а рыло сходится под более тупым углом. Позади мелких глаз расположены брызгальца. На вентральной поверхности диска расположены 5 пар S-образных жаберных щелей, рот и тонкие, длинные ноздри. Между ноздрями пролегает лоскут кожи с бахромчатым нижним краем. Рот изогнут в виде дуги, по углам имеются неглубокие борозды. На дне ротовой полости присутствуют 4—5 отростков. Мелкие притуплённые зубы выстроены в шахматном порядке и образуют плоскую поверхность. Во рту имеется 26—40 верхних и 27—44 нижних зубных рядов. Брюшные плавники довольно маленькие и треугольные. Кнутовидный тонкий хвост в 3—3,5 раза превышает длину диска. Кожные складки на хвостовом стебле отсутствуют. На дорсальной поверхности хвостового стебля на некотором расстоянии от основания расположен тонкий зазубренный шип, соединённый протоками с ядовитой железой. Длина шипа в среднем у самцов составляет 63 мм, у самок 55 мм, количество зазубрин 92 и 73 соответственно.
Дорсальная поверхность диска плотно покрыта крошечными сердцевидными чешуйками, которые располагаются широкой полосой от области между глазами до хвоста. Эта полоса хорошо развивается к тому моменту, когда ширина диска достигает 50 см. С возрастом плотность покрытия возрастает, в центре диска появляется пара крупных колючек, напоминающих жемчуг. Позади шипа хвостовой стебель покрыт шипиками. Боковая линия хорошо развита на дорсальной и вентральной сторонах диска. Окраска дорсальной поверхности диска варьируется в зависимости от географического места обитания и возраста. В целом диск взрослых покрыт многочисленными тёмными пятнами, разбросанными по бежевому или жёлто-коричневому фону, который становится темнее позади шипа. Вентральная поверхность диска бледная без отметин. Окраска молодых особей светлее, пятна мельче и расположены плотнее, на линии между брызгальцами расположено 7 пятен, кроме того, перед шипом имеется 3 ряда отметинок. Максимальная зарегистрированная ширина диска 2 м, общая длина 6 м, а вес 120 кг.

## Биология
Днём кольчатые хвостоколы чаще всего неподвижно лежат на дне, иногда зарывшись в песок. В заливе Шарк этих скатов можно встретить во время прилива поодиночке или группами на мелководье. У них боковая линия продлена до кончика длинного хвоста, что позволяет им заблаговременно почувствовать приближение хищников, например, индийских афалин или молотоголовых акул, чем иногда пользуются скаты вида Pastinachus sephen, которые иногда держатся рядом с кольчатыми хвостоколами. В таком случае скаты могут образовывать межвидовые группы, располагаясь радиально в виде «розетки» и выставив наружу хвосты, как чувствительные «антенны».
Эти скаты охотятся на донные и неретические организмы, включая крабов, креветок, брюхоногих, двустворчатых, червей, медуз и мелких костистых рыб. В западной части Индийского океана 2/3 их рацион составляют рыбы, такие как сребробрюшковые и анчоусы. Креветки и прочие ракообразные служат там вторичным источником пищи. В австралийских водах кольчатые хвостоколы почти не охотятся на рыб и питаются в основном креветками семейства Penaeidae.
Подобно прочим хвостоколообразным кольчатые хвостоколы относится к яйцеживородящим рыбам. Эмбрионы развиваются в утробе матери, питаясь желтком и гистотрофом. В помёте до 4 новорождённых. Беременность длится около 1 года. У берегов ЮАР ширина диска скатов при рождении составляет 28—30 см, а половая зрелость наступает при ширине диска около 1 м, что соответствует возрасту 4—5 лет. В водах Австралии размер новорождённых 21—28 см, а половая зрелость наступает при ширине диска 82—84 см. Молодь H. leoparda и H. undulata отличается от молоди кольчатого хвостокола по размеру, форме диска, развитию чешуйчатого покрова и количеству пятен. Эти различия более очевидны, чем у взрослых особей. Вероятно, залив Шарк служит кольчатым хвостоколам природным питомником. На этих скатах паразитируют Anthrobothrium loculatum, Dendromonocotyle colorni,.

## Взаимодействие с человеком
Чрезвычайно ядовитый шип делает этих скатов потенциально опасными для человека. Кольчатые хвостоколы являются объектом как кустарного, так и промышленного рыболовства. В Юго-восточной Азии и некоторых частях Индийского океана их добывают донными тралами, жаберными сетями, ставными неводами и ярусами. Особенно большое количество скатов попадается в качестве прилова при промысле индонезийскими судами гитарных скатов  в Арафурском море. Используют мясо, кожу и хрящи. Вкусовые качества мяса ценятся невысоко. Кроме того, эти скаты ценятся в китайской медицине и среди рыболовов-любителей, которые, как правило, выпускают их живыми.
Крупные размеры, медленный цикл воспроизводства и прибрежный ареал делают вид чувствительным к перелову. Численность улова скатов в Сиамском заливе, Арафурском море и у берегов Пакистана в целом снизилась. Вид страдает от ухудшения условий среды обитания, обусловленного антропогенными факторами. С 1980 годов площадь мангровых зарослей в Индонезии и Малайзии сократилась на 30 %. Применение австралийскими рыболовными судами устройств, препятствующих отлову морских черепах снизило урон за счёт прилова. Международный союз охраны природы присвоил этому виду  статус сохранности «Уязвимый».